# Брудновско гробище
Брудновското гробище (на полски: Cmentarz Bródnowski) е старо гробище във Варшава, Полша.
Създадено е на 11 ноември 1884 г. Разположено е в северната част на града, квартал Тарговек, ошедле Брудно, улица „Св. Викентий де Паоло“ 83.
Обхваща площ от 114 хектара, оградната стена е с периметър от 5 км. В гробището са погребани около 1,2 милиона души. По броя на погребаните е сред най-големите гробища в Европа.
Алеите на гробището са осветени през нощта. В гробището има 3 основни алеи:
- Алея Глувна (Aleja Główna) – води от порта I до порта V (до нея е църквата „Св. Викентий де Паоло“),
- Алея Шерока (Aleja Szeroka) – води от порта VII до порта IV, и
- Алея Липова (Aleja Lipowa)[1].

- Алея Гловна
- Паметникът в чест на 100-годишнината на гробището
- В деня на Всички светии

## Погребани
На гробището са погребани известни личности като:
- Леонард Анджейевски (1924 – 1997) – актьор
- Роман Антчак (1912 – 1940) – боксьор
- Франчишек Бродневич (1892 – 1994) – актьор
- Януш Буковски (1941 – 2005) – актьор
- Мария Вехетек (1946 – 2012) – токсиколожка
- Стефан Витас (1908 – 2006) – актьор
- Марян Глинка (1943 – 2008) – актьор
- Стефан Демкеровски (1893 – 1975) – филмов продуцент
- Роман Дмовски (1864 – 1939) – политик
- Хероним Доброволски (1900 – 1973) – политик
- Витолд Домански (1914 – 2008) – писател, журналист, спортен деец
- Катажина Дорачинска (1978 – 2010) – политик
- Едмунд Жентара (1929 – 2010) – футболен треньор
- Ришард Яцек Жоховски (1941 – 1997) – лекар, политик
- Роман Каменик (1929 – 1991) – историк, учител
- Людвик Касендра (1920 – 1991) – актьор
- Анджей Ключек (1936 – 2007) – моряк
- Хелена Ковалчикова (1907 – 1999) – актриса
- Халина Конопацка (1900 – 1989) – лекоатлетка
- Бернард Маршалек (1976 – 2007) – водномоторен спортист
- Йежи Модзелевски (1905 – 1986) – епископ
- Адам Мохучи (1891 – 1953) – контраадмирал
- Хенрик Невядомски (1948 – 2007) – престъпник
- Витолд Новицки (1917 – 2008) – шахматист
- Адам Пежик (1926 – 1978) – актьор, аниматор
- Шчепан Пеньонжек (1913 – 2008) – градинар, учител
- Станислав Сташевски (1925 – 1973) – поет
- Тони Халик (1921 – 1998) – пътешественик, журналист, писател, оператор, фотограф
- Пшемислав Чешлак (1892 – 1994) – редактор, издател
- Еразм Чьолек (1937 – 2012) – фотожурналист
- Мачей Шенски (1915 – 1999) – режисьор, сценарист
- Цезари Юлски (1927 – 1997) – актьор
- Войчех Янковерни (1936 – 2003) – журналист